# WTA-toernooi van Warschau
Het WTA-toernooi van Warschau is een jaarlijks terugkerend tennistoernooi voor vrouwen dat van 1995 tot en met 2010 werd gehouden in de Poolse hoofdstad Warschau.
De WTA organiseert het toernooi dat tot en met 2010 in de categorie "Premier" viel en werd gespeeld op gravel-buitenbanen, in 1995–2007 op het Warszawianka Tennis Centre en in 2009–2010 op het Legia Tennis Centre.
Na een eenmalige editie in Gdynia (2021) ontrolt het toernooi zich sinds 2022 weer in Warschau, terug op het Legia Tennis Centre. De categorie is sinds 2021 omgezet naar WTA 250.
In 2024 werd de ondergrond veranderd in hardcourt, en de categorie gedegradeerd naar WTA 125. Het Legia Tennis Centre bleef de locatie van het toernooi.

## Officiële naam
| 1995–2000  | Warsaw Cup by Heros     |
| 2002–2007  | J&S Cup                 |
| 2009–2010  | (Polsat) Warsaw Open    |
| 2021–2022  | BNP Paribas Poland Open |
| 2023       | BNP Paribas Warsaw Open |
| 2024–heden | Polish Open             |

## Beste prestaties Belgen en Nederlanders
De Belgische Justine Henin won in 2005 en 2007. Omdat in 2006 Kim Clijsters wist te winnen, kende het toernooi drie keer op rij een Belgische winnares. Maryna Zanevska won de titel in 2021.
De Nederlandse Amanda Hopmans stond in 2000 in de finale, maar verloor van Henrieta Nagyová.

## Meervoudig winnaressen enkelspel
| speelster          | aantal titels | in de jaren |
| ------------------ | ------------- | ----------- |
| Henrieta Nagyová*  | 2             | 1996, 2000  |
| Barbara Paulus     | 2             | 1995, 1997  |
| Justine Henin      | 2             | 2005, 2007  |
| Alexandra Dulgheru | 2             | 2009, 2010  |

* Nagyová stond het vaakst in de finale (vier keer).

## Finales

### Enkelspel
| Datum      | Naam                                                            | Cat.                                                            | ($)                                                             | Ondergrond                                                      | Winnares                                                        | Verliezend finaliste                                            | Uitslag                                                         |                                                                 |
| ---------- | --------------------------------------------------------------- | --------------------------------------------------------------- | --------------------------------------------------------------- | --------------------------------------------------------------- | --------------------------------------------------------------- | --------------------------------------------------------------- | --------------------------------------------------------------- | --------------------------------------------------------------- |
| 1995-09-11 | Warsaw Cup by Heros                                             | Tier III                                                        | 161.250                                                         | gravel, buiten                                                  | Barbara Paulus                                                  | Alexandra Fusai                                                 | 7-6, 4-6, 6-1                                                   | details                                                         |
| 1996-09-16 | Warsaw Cup by Heros                                             | Tier III                                                        | 164.250                                                         | gravel, buiten                                                  | Henrieta Nagyová                                                | Barbara Paulus                                                  | 3-6, 6-2, 6-1                                                   | details                                                         |
| 1997-07-21 | Warsaw Cup by Heros                                             | Tier III                                                        | 164.250                                                         | gravel, buiten                                                  | Barbara Paulus                                                  | Henrieta Nagyová                                                | 6-4, 6-4                                                        | details                                                         |
| 1998-07-13 | Warsaw Cup by Heros                                             | Tier III                                                        | 164.250                                                         | gravel, buiten                                                  | Conchita Martínez                                               | Silvia Farina-Elia                                              | 6-0, 6-3                                                        | details                                                         |
| 1999-05-03 | Warsaw Cup by Heros                                             | Tier IVb                                                        | 112.500                                                         | gravel, buiten                                                  | Cristina Torrens                                                | Inés Gorrochategui                                              | 7-5, 7-6                                                        | details                                                         |
| 2000-05-08 | Warsaw Cup by Heros                                             | Tier IVb                                                        | 110.000                                                         | gravel, buiten                                                  | Henrieta Nagyová                                                | Amanda Hopmans                                                  | 2-6, 6-4, 7-5                                                   | details                                                         |
| 2001       | geen toernooi                                                   | geen toernooi                                                   | geen toernooi                                                   | geen toernooi                                                   | geen toernooi                                                   | geen toernooi                                                   | geen toernooi                                                   | geen toernooi                                                   |
| 2002-05-06 | J&S Cup                                                         | Tier III                                                        | 170.000                                                         | gravel, buiten                                                  | Jelena Bovina                                                   | Henrieta Nagyová                                                | 6-3, 6-1                                                        | details                                                         |
| 2003-04-28 | J&S Cup                                                         | Tier II                                                         | 700.000                                                         | gravel, buiten                                                  | Amélie Mauresmo                                                 | Venus Williams                                                  | 6-7, 6-0, 3-0, opg.                                             | details                                                         |
| 2004-04-26 | J&S Cup                                                         | Tier II                                                         | 585.000                                                         | gravel, buiten                                                  | Venus Williams                                                  | Svetlana Koeznetsova                                            | 6-1, 6-4                                                        | details                                                         |
| 2005-04-25 | J&S Cup                                                         | Tier II                                                         | 585.000                                                         | gravel, buiten                                                  | Justine Henin-Hardenne                                          | Svetlana Koeznetsova                                            | 3-6, 6-2, 7-5                                                   | details                                                         |
| 2006-05-01 | J&S Cup                                                         | Tier II                                                         | 600.000                                                         | gravel, buiten                                                  | Kim Clijsters                                                   | Svetlana Koeznetsova                                            | 7-5, 6-2                                                        | details                                                         |
| 2007-04-30 | J&S Cup                                                         | Tier II                                                         | 600.000                                                         | gravel, buiten                                                  | Justine Henin                                                   | Aljona Bondarenko                                               | 6-1, 6-3                                                        | details                                                         |
| 2008       | niet georganiseerd – in plaats daarvan de Suzuki Warsaw Masters | niet georganiseerd – in plaats daarvan de Suzuki Warsaw Masters | niet georganiseerd – in plaats daarvan de Suzuki Warsaw Masters | niet georganiseerd – in plaats daarvan de Suzuki Warsaw Masters | niet georganiseerd – in plaats daarvan de Suzuki Warsaw Masters | niet georganiseerd – in plaats daarvan de Suzuki Warsaw Masters | niet georganiseerd – in plaats daarvan de Suzuki Warsaw Masters | niet georganiseerd – in plaats daarvan de Suzuki Warsaw Masters |
| 2009-05-18 | Warsaw Open                                                     | Premier                                                         | 600.000                                                         | gravel, buiten                                                  | Alexandra Dulgheru                                              | Aljona Bondarenko                                               | 7-6, 3-6, 6-0                                                   | details                                                         |
| 2010-05-17 | Polsat Warsaw Open                                              | Premier                                                         | 600.000                                                         | gravel, buiten                                                  | Alexandra Dulgheru                                              | Zheng Jie                                                       | 6-3, 6-4                                                        | details                                                         |
| 2011–2020  | geen toernooi                                                   | geen toernooi                                                   | geen toernooi                                                   | geen toernooi                                                   | geen toernooi                                                   | geen toernooi                                                   | geen toernooi                                                   | geen toernooi                                                   |
| 2021-07-19 | Poland Open (G)                                                 | WTA 250                                                         | 235.238                                                         | gravel, buiten                                                  | Maryna Zanevska                                                 | Kristína Kučová                                                 | 6-4, 7-6                                                        | details                                                         |
| 2022-07-25 | Poland Open                                                     | WTA 250                                                         | 251.750                                                         | gravel, buiten                                                  | Caroline Garcia                                                 | Ana Bogdan                                                      | 6-4, 6-1                                                        | details                                                         |
| 2023-07-24 | Warsaw Open                                                     | WTA 250                                                         | 259.303                                                         | gravel, buiten                                                  | Iga Świątek                                                     | Laura Siegemund                                                 | 6-0, 6-1                                                        | details                                                         |
| 2024-07-22 | Polish Open                                                     | WTA 125                                                         | 115.000                                                         | hardcourt, buiten                                               | Alycia Parks                                                    | Maya Joint                                                      | 4-6, 6-3, 6-3                                                   | details                                                         |

* (G) = Gdynia

### Dubbelspel
| Datum      | Naam                                                            | Cat.                                                            | ($)                                                             | Ondergrond                                                      | Winnaressen                                                     | Verliezend finalistes                                           | Uitslag                                                         |                                                                 |
| ---------- | --------------------------------------------------------------- | --------------------------------------------------------------- | --------------------------------------------------------------- | --------------------------------------------------------------- | --------------------------------------------------------------- | --------------------------------------------------------------- | --------------------------------------------------------------- | --------------------------------------------------------------- |
| 1995-09-11 | Warsaw Cup by Heros                                             | Tier III                                                        | 161.250                                                         | gravel, buiten                                                  | Sandra Cecchini Laura Garrone                                   | Henrieta Nagyová Denisa Szabová                                 | 5-7, 6-2, 6-3                                                   | details                                                         |
| 1996-09-16 | Warsaw Cup by Heros                                             | Tier III                                                        | 164.250                                                         | gravel, buiten                                                  | Olha Loehina Elena Pampoulova                                   | Alexandra Fusai Laura Garrone                                   | 1-6, 6-4, 7-5                                                   | details                                                         |
| 1997-07-21 | Warsaw Cup by Heros                                             | Tier III                                                        | 164.250                                                         | gravel, buiten                                                  | Ruxandra Dragomir Inés Gorrochategui                            | Meike Babel Catherine Barclay                                   | 6-4, 6-0                                                        | details                                                         |
| 1998-07-13 | Warsaw Cup by Heros                                             | Tier III                                                        | 164.250                                                         | gravel, buiten                                                  | Karina Habšudová Olha Loehina                                   | Liezel Huber Karin Kschwendt                                    | 7-6, 7-5                                                        | details                                                         |
| 1999-05-03 | Warsaw Cup by Heros                                             | Tier IVb                                                        | 112.500                                                         | gravel, buiten                                                  | Cătălina Cristea Irina Seljoetina                               | Amélie Cocheteux Janette Husárová                               | 6-1, 6-2                                                        | details                                                         |
| 2000-05-08 | Warsaw Cup by Heros                                             | Tier IVb                                                        | 110.000                                                         | gravel, buiten                                                  | Tathiana Garbin Janette Husárová                                | Iroda Tulyaganova H Zaporozjanova                               | 6-3, 6-1                                                        | details                                                         |
| 2001       | geen toernooi                                                   | geen toernooi                                                   | geen toernooi                                                   | geen toernooi                                                   | geen toernooi                                                   | geen toernooi                                                   | geen toernooi                                                   | geen toernooi                                                   |
| 2002-05-06 | J&S Cup                                                         | Tier III                                                        | 170.000                                                         | gravel, buiten                                                  | Jelena Kostanić Henrieta Nagyová                                | J Koelikovskaja Silvija Talaja                                  | 6-1, 6-1                                                        | details                                                         |
| 2003-04-28 | J&S Cup                                                         | Tier II                                                         | 700.000                                                         | gravel, buiten                                                  | Liezel Huber Magdalena Maleeva                                  | Eléni Daniilídou Francesca Schiavone                            | 3-6, 6-4, 6-2                                                   | details                                                         |
| 2004-04-26 | J&S Cup                                                         | Tier II                                                         | 585.000                                                         | gravel, buiten                                                  | Silvia Farina-Elia Francesca Schiavone                          | Gisela Dulko Patricia Tarabini                                  | 3-6, 6-2, 6-1                                                   | details                                                         |
| 2005-04-25 | J&S Cup                                                         | Tier II                                                         | 585.000                                                         | gravel, buiten                                                  | Tetjana Perebyjnis Barbora Strýcová                             | Klaudia Jans Alicja Rosolska                                    | 6-1, 6-4                                                        | details                                                         |
| 2006-05-01 | J&S Cup                                                         | Tier II                                                         | 600.000                                                         | gravel, buiten                                                  | Jelena Lichovtseva Anastasija Myskina                           | Anabel Medina Katarina Srebotnik                                | 6-3, 6-4                                                        | details                                                         |
| 2007-04-30 | J&S Cup                                                         | Tier II                                                         | 600.000                                                         | gravel, buiten                                                  | Vera Doesjevina Tetjana Perebyjnis                              | Jelena Lichovtseva Jelena Vesnina                               | 7-5, 3-6, [10-2]                                                | details                                                         |
| 2008       | niet georganiseerd – in plaats daarvan de Suzuki Warsaw Masters | niet georganiseerd – in plaats daarvan de Suzuki Warsaw Masters | niet georganiseerd – in plaats daarvan de Suzuki Warsaw Masters | niet georganiseerd – in plaats daarvan de Suzuki Warsaw Masters | niet georganiseerd – in plaats daarvan de Suzuki Warsaw Masters | niet georganiseerd – in plaats daarvan de Suzuki Warsaw Masters | niet georganiseerd – in plaats daarvan de Suzuki Warsaw Masters | niet georganiseerd – in plaats daarvan de Suzuki Warsaw Masters |
| 2009-05-18 | Warsaw Open                                                     | Premier                                                         | 600.000                                                         | gravel, buiten                                                  | Raquel Kops-Jones Bethanie Mattek-Sands                         | Yan Zi Zheng Jie                                                | 6-1, 6-1                                                        | details                                                         |
| 2010-05-17 | Polsat Warsaw Open                                              | Premier                                                         | 600.000                                                         | gravel, buiten                                                  | Virginia Ruano Pascual Meghann Shaughnessy                      | Cara Black Yan Zi                                               | 6-3, 6-4                                                        | details                                                         |
| 2011–2020  | geen toernooi                                                   | geen toernooi                                                   | geen toernooi                                                   | geen toernooi                                                   | geen toernooi                                                   | geen toernooi                                                   | geen toernooi                                                   | geen toernooi                                                   |
| 2021-07-19 | Poland Open (G)                                                 | WTA 250                                                         | 235.238                                                         | gravel, buiten                                                  | Anna Danilina Lidzija Marozava                                  | Kateryna Bondarenko Katarzyna Piter                             | 6-3, 6-2                                                        | details                                                         |
| 2022-07-25 | Poland Open                                                     | WTA 250                                                         | 251.750                                                         | gravel, buiten                                                  | Anna Danilina Anna-Lena Friedsam                                | Katarzyna Kawa Alicja Rosolska                                  | 6-4, 5-7, [10-5]                                                | details                                                         |
| 2023-07-24 | Warsaw Open                                                     | WTA 250                                                         | 259.303                                                         | gravel, buiten                                                  | Heather Watson Yanina Wickmayer                                 | Weronika Falkowska Katarzyna Piter                              | 6-4, 6-4                                                        | details                                                         |
| 2024-07-22 | Polish Open                                                     | WTA 125                                                         | 115.000                                                         | hardcourt, buiten                                               | Weronika Falkowska Martyna Kubka                                | Céline Naef Nina Stojanović                                     | 6-4, 7-6                                                        | details                                                         |

* (G) = Gdynia